# Liste du patrimoine immobilier classé d'Engis
Cette page regroupe l'ensemble du patrimoine immobilier classé de la ville belge d'Engis.
| Objet | Année de construction / Architecte | Adresse              | Section communale | Coordonnées                      | Numéro d’inventaire | Illustration                                                                                                 |
| --- | ---------------------------------- | -------------------- | ----------------- | -------------------------------- | ------------------- | --- |
| Presbytère et cour intérieure |                                    | Rue Gérée, n°8       |                   | 50° 33′ 28″ nord, 5° 21′ 43″ est | 61080-CLT-0003-01   | Presbytère et cour intérieure                                                                                |
| Immeuble sis rue Lecrenier, n°55, au lieu-dit Héna (M) et l'ensemble formé par cet édifice et ses abords (S) |                                    | rue Lecrenier n°55   |                   | 50° 33′ 27″ nord, 5° 22′ 14″ est | 61080-CLT-0007-01   | Immeuble sis rue Lecrenier, n°55, au lieu-dit Héna (M) et l'ensemble formé par cet édifice et ses abords (S) |
| Maison: logis XVIIIe s. (façades, toitures, éléments intérieurs du XVIIIe s.: stucs dans le salon du rez-de-chaussée, cage d'escalier, portes, châssis à petit-bois de l'arrière, cheminée en grès du rez-de-chaussée), annexe dans le prolongement à gauche (façades et toitures), construction du XVIIe s. perpendiculaire à l'annexe et donnant sur le jardin (pignon et façade en retour) (M) et l'ensemble formé par le jardin et la maison (S). |                                    | Rue J. Wauters, n°16 |                   | 50° 34′ 52″ nord, 5° 24′ 11″ est | 61080-CLT-0008-01   | Maison: logis XVIIIe                                                                                         |
| Les grottes de Lyell et de Rosée |                                    |                      |                   | 50° 34′ 35″ nord, 5° 24′ 24″ est | 61080-PEX-0001-01   | Les grottes de Lyell et de Rosée                                                                             |